# Hochseeflotte
La Hochseeflotte (Flota de Alta Mar en español) fue la flota de batalla del Imperio alemán durante la Primera Guerra Mundial. Fue creada el 16 de febrero de 1907, cuando la Flota Doméstica (Heimatflotte) pasó a llamarse Flota de Alta Mar. El almirante Alfred von Tirpitz fue el arquitecto de esta fuerza naval, con la que pretendía desafiar el poder de la Marina Real británica. El káiser Guillermo II, emperador de Alemania, creía que la flota era el instrumento para la creación de un imperio colonial alemán que convirtiera al país en un poder global. Mediante la concentración de una poderosa flota de batalla en el mar del Norte mientras la armada británica tenía que dispersar sus fuerzas por todo el Imperio Británico, Tirpitz creyó que Alemania podría crear un equilibrio de fuerzas que dañaría seriamente la hegemonía naval británica. Esto fue el corazón de la «Teoría del Riesgo» de Tirpitz, que sostenía que Gran Bretaña no desafiaría a Alemania si la flota de esta última le planteaba una amenaza importante.
El componente principal de la flota fueron sus acorazados, generalmente organizados en escuadrones de ocho buques, aunque también tuvo otras formaciones, incluido el I Grupo de Exploración. Cuando se creó en 1907 la Flota de Alta Mar estaba compuesta por dos escuadrones de acorazados, y en 1914 se les unió un tercero. La revolución dreadnought en 1906 afectó gravemente a la composición de la Flota, pues sus veinticuatro predreadnought quedaron obsoletos y requirieron su sustitución. Para cuando estalló la Primera Guerra Mundial, a mediados de 1914, ya se habían construido acorazados tipo dreadnought en número suficiente para crear dos escuadrones, mientras que los ocho predreadnought más modernos formaron un tercero. Al inicio de las hostilidades se movilizaron dos escuadrones adicionales de buques anticuados, aunque hacia el final del conflicto ambas formaciones habían sido disueltas.
La flota desarrolló varias incursiones en el mar del Norte durante la Primera Guerra Mundial con la finalidad de atraer unidades o formaciones aisladas de la numéricamente superior Gran Flota británica. Estas operaciones eran realizados normalmente por los rápidos cruceros de batalla del I Grupo de Exploración, que atacaron las costas británicas en varias ocasiones como cebo para la Real Armada británica. Estas operaciones culminaron en la batalla de Jutlandia, librada entre el 31 de mayo y el 1 de junio de 1916, en la que la Flota de Alta Mar se enfrentó a la Gran Flota. La batalla no fue concluyente, pero los alemanes tuvieron que retirarse ante el superior número de buques británicos y el almirante Reinhard Scheer, comandante de la flota alemana, se convenció de que incluso un resultado muy favorable de su flota no aseguraría la victoria alemana en la guerra mundial. Ante esta constatación, los almirantes germanos recomendaron a su káiser ordenar la reanudación de la guerra submarina sin restricciones. La principal responsabilidad de la Flota de Alta Mar en 1917 y 1918 fue asegurar los puertos alemanes en el mar del Norte, mientras los U-boot atacaban a los efectivos navales enemigos. Sin embargo, la flota siguió realizando incursiones en el mar del Norte y desplegó algunas unidades en operaciones especiales en el mar Báltico contra la Flota Báltica rusa. Tras la derrota alemana en noviembre de 1918 los Aliados internaron la mayor parte de los buques de la Flota de Alta Mar en el fondeadero británico de Scapa Flow, donde finalmente fueron hundidos por sus propios tripulantes en junio de 1919, días antes de la firma del Tratado de Versalles.

## Creación

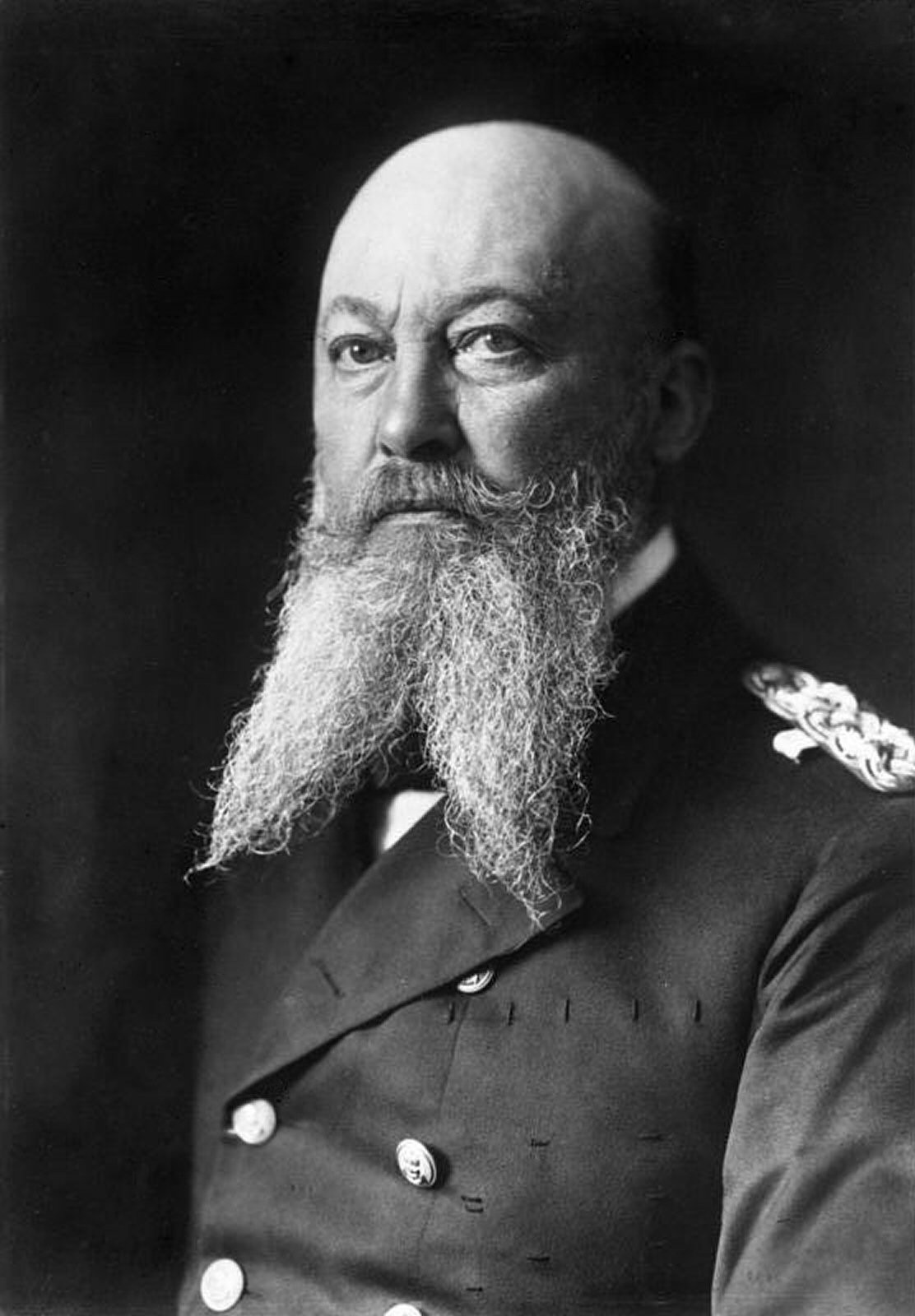
Gran almirante (Großadmiral) Alfred von Tirpitz, arquitecto de la Flota de Alta Mar.

En 1898 el almirante Alfred von Tirpitz se convirtió en el secretario de Estado de la Oficina de la Marina Imperial (Reichsmarineamt). Tirpitz era un ardiente partidario de la expansión naval y, durante un discurso en apoyo de la Primera Ley Naval, el 6 de diciembre de 1897, dijo que la marina de guerra era «una cuestión de supervivencia» para Alemania. Asimismo, veía a Gran Bretaña y su poderosa Real Armada como la principal amenaza. En una discusión con el káiser durante su primer mes en el cargo de Secretario de Estado afirmó que «para Alemania el enemigo naval más peligroso en la actualidad es Inglaterra». Tirpitz teorizó que una flota británica de ataque requeriría ser un tercio superior en número buques para conseguir la victoria. Si los alemanes creaban una flota de unos sesenta buques de guerra, los ingleses necesitarían al menos noventa para, según el almirante germano, tener garantías de victoria.
La Real Armada británica se había adherido hasta entonces a la llamada «dualidad estándar de poderes», formulada por primera vez en el Acta de Defensa Naval de 1889, que requería una flota más grande que la combinación de los dos siguientes poderes navales. El punto central de la «Teoría del Riesgo» de Tirpitz era la creación de una flota 2:3 de la británica, con lo que incluso en caso de victoria inglesa su Real Armada resultaría tan dañada que el tercer poder en el ranking podría alcanzar la preeminencia. De hecho, Tirpitz creyó que su país saldría victorioso de una lucha naval con Gran Bretaña, ya que pensaba que Alemania tenía mejores barcos tripulados por marineros mejor entrenados y dirigidos por oficiales más capaces.
En su primer programa Tirpitz visionó una flota de diecinueve acorazados dividida en dos escuadrones de ocho buques, un navío como buque insignia y dos más en la reserva. Estos escuadrones fueron divididos cada uno en dos divisiones de cuatro barcos. Ello estaría apoyado por los ocho barcos de defensa costera de las clases Siegfried y Odin, seis cruceros grandes y dieciocho pequeños y, doce divisiones de buques torpederos, todos asignados a la Heimatflotte. La creación de la flota fue garantizada por la Primera Ley Naval, aprobada por el Reichstag el 28 de marzo de 1898, y la fecha prevista para finalizar su construcción era el 1 de abril de 1904. El aumento de las tensiones internacionales, particularmente por culpa del estallido de las Guerras de los Bóeres en Sudáfrica y el Levantamiento de los bóxers en China, permitió a Tirpitz impulsar un plan de expansión de la flota en 1900. La Segunda Ley Naval fue aprobada el 14 de junio de 1900 y duplicó el tamaño de las fuerzas navales a 38 acorazados, 20 grandes cruceros y 38 pequeños. Pero Tirpitz previó una flota todavía mayor, y ya en septiembre de 1899 había informado al Káiser que pretendía contar al menos con 45 acorazados, y potencialmente podría asegurar un tercer doble escuadrón para una fuerza total de 48 acorazados.

### La carrera de armamento naval

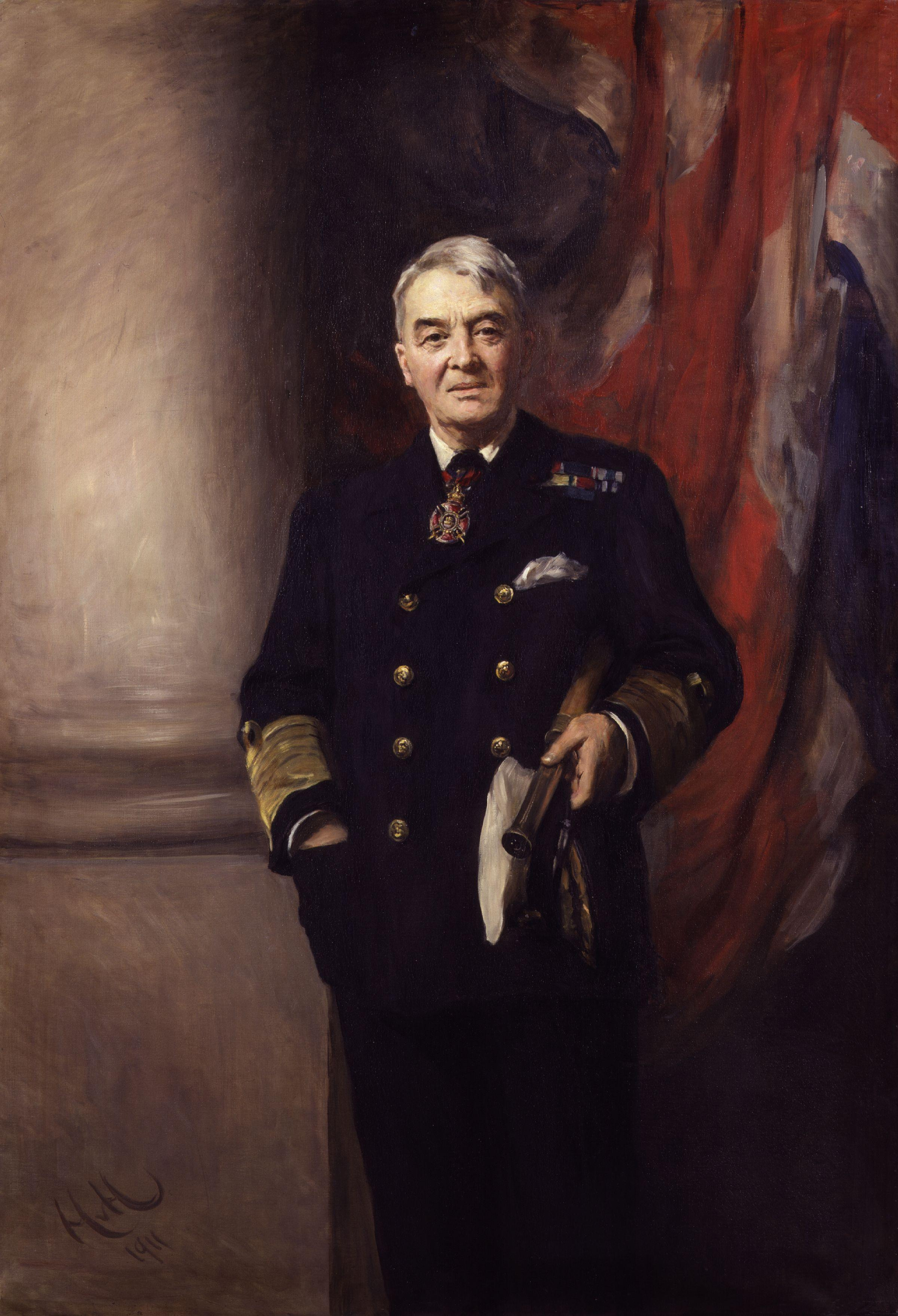
El almirante británico John Arbuthnot Fisher.

Durante el período inicial de la expansión naval de Alemania, Gran Bretaña no se sintió especialmente amenazada. Los Lores del Almirantazgo consideraron que las implicaciones de la Segunda Ley Naval alemana no eran mucho más amenazadoras que la flota establecida por la Primera Ley, y creían que era más importante centrarse en la situación práctica que en la especulación sobre futuros programas que fácilmente podrían ser recortados o cancelados. Sin embargo, algunos elementos de la opinión pública británica percibieron rápidamente la amenaza que suponían los programas de construcción alemanes. A pesar de su reacción despectiva, el Almirantazgo británico decidió superar la construcción alemana de acorazados. El almirante John Arbuthnot Fisher, que se convirtió en Primer Lord del Mar y jefe del Almirantazgo en 1904, introdujo grandes reformas para contrarrestar la amenaza de la creciente flota alemana. Se modernizaron los programas de entrenamiento, se descartaron los buques viejos y obsoletos y los escuadrones dispersos de acorazados fueron consolidados en cuatro flotas principales, tres de las cuales tendrían su base en puertos de Europa. El Reino Unido también hizo una serie de acuerdos diplomáticos, incluida una alianza con el Imperio del Japón que le permitió retirar unidades navales de extremo oriente y así concentrar más acorazados en el mar del Norte.
Las reformas de Fisher causaron serios problemas a los planes de Tirpitz, pues este contaba con fuerzas navales británicas dispersas al comienzo de un conflicto que permitiría a la más pequeña, pero concentrada, flota alemana lograr una superioridad local. Tirpitz ya no podía depender solo del alto nivel de entrenamiento de los cuerpos de oficiales y marineros, ni en la superioridad de los más modernos y homogéneos escuadrones alemanes sobre la heterogénea flota británica. En 1904 Gran Bretaña firmó la Entente Cordiale con Francia, su principal rival marítimo. La destrucción de las dos flotas rusas durante la Guerra Ruso-Japonesa en 1905 fortaleció la posición inglesa, y eliminó el segundo de sus dos tradicionales rivales en el mar. Estos hechos permitieron al Reino Unido descartar la «dualidad estándar de poderes» y centrarse únicamente en el ascenso naval alemán. En octubre de 1906 el almirante Fisher afirmó que «nuestro único probable enemigo es Alemania. Alemania mantiene su flota siempre concentrada a unas pocas horas de Inglaterra. Por lo tanto, debemos mantener una flota el doble de poderosa a unas pocas horas de Alemania».

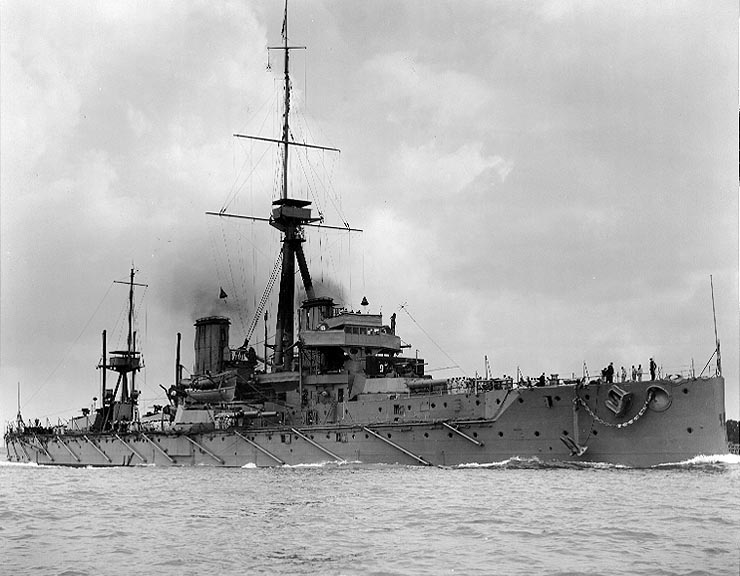
El HMS Dreadnought. La botadura de este revolucionario acorazado británico marcó un antes y un después en la ingeniería naval militar y reavivó la carrera armamentística previa a la Gran Guerra.

El mayor golpe a los planes de Tirpitz se lo dio la botadura del acorazado británico HMS Dreadnought en febrero de 1906. El nuevo buque, armado con una batería principal de diez cañones de 305 mm, era considerablemente más poderoso que cualquier otro buque de guerra. Los barcos capaces de plantarle batalla necesitarían ser bastante más grandes que los viejos predreadnought, lo que incrementaría sus costes y necesitarían del dragado de puertos y canales para adaptarse a ellos. El presupuesto naval alemán se había reducido y, sin nuevos fondos, Tirpitz tendría que abandonar su desafío a Gran Bretaña. Por ello, el almirante alemán se presentó ante el Reichstag en mayo de 1906 para solicitar financiación adicional. La Primera Enmienda a la Segunda Ley Naval fue aprobada el 19 de mayo y aseguró los fondos para los nuevos acorazados, así como para los dragados necesarios por su gran tamaño. En marzo de 1908 recibió la aprobación una segunda enmienda a la Ley Naval para proveer mil millones de marcos adicionales para hacer frente al creciente coste del último acorazado. La ley también redujo la vida útil de los acorazados de 25 a 20 años, lo que permitió a Tirpitz impulsar la sustitución de los acorazados más antiguos. En mayo de 1912 fue aprobada una tercera y última enmienda que representó un compromiso entre Tirpitz y los moderados para autorizar la construcción de tres nuevos acorazados y dos cruceros ligeros. La enmienda pidió que la Flota de Alta Mar fuera dotada con tres escuadrones de ocho acorazados cada uno, un escuadrón de ocho cruceros de batalla y dieciocho cruceros ligeros. Dos escuadrones de ocho barcos fueron puestos en la reserva, junto con dos cruceros acorazados y doce cruceros ligeros.
Antes de la aprobación de la Ley Naval de 1912, el Reino Unido y Alemania intentaron alcanzar un acuerdo con la Misión Haldane, liderada por el ministro de guerra británico Richard Haldane. Sin embargo, la misión para la reducción de armamento no tuvo éxito y la ley de 1912 fue anunciada poco después. Los alemanes eran conscientes de que ya en 1911 la Real Armada británica había abandonado la idea de enfrentarse en una batalla decisiva contra la marina germana en favor de la puesta en marcha de un bloqueo distante en los accesos al mar del Norte, algo que los ingleses podían conseguir con relativa facilidad gracias a su posición geográfica. Con ello se presentaba la más que probable posibilidad de que los alemanes no fueran capaces de forzar una batalla naval en los términos que su marina deseaba y que por tanto se mostraran militarmente inútiles. Con el estallido de la guerra mundial en 1914 los británicos, en efecto, pusieron en marcha el bloqueo. Esto, unido a las estrictas órdenes del Káiser, quien prefería conservar intacta la flota para así poder usarla como moneda de cambio en un los acuerdos de paz, dejó notablemente reducida la capacidad militar de la Flota de Alta Mar.

## Estrategia
Los planes de la marina alemana previos a la guerra sostenían que los británicos se verían obligados a lanzar un ataque frente a las costas germanas para intentar derrotar a la Flota de Alta Mar o para crear un bloqueo. Cualquiera de estas posibilidades habría permitido a los alemanes compensar su inferioridad numérica respecto a la Gran Flota británica gracias a la intervención de los submarinos y los buques torpederos. Una vez conseguida cierta igualdad en el número de efectivos navales, la Flota de Alta Mar atacaría para intentar derrotar a la flota inglesa. La estrategia de Tirpitz también presuponía que los buques alemanes estaban mejor diseñados y mejor tripulados, por lo que podrían llevar a cabo tácticas de guerra naval más depuradas. Por otra parte, el almirante alemán creía que los británicos no serían capaces de concentrar todos los efectivos de su flota en el Mar del Norte debido a la enorme extensión de su imperio, por lo que al inicio del conflicto entre las dos potencias europeas los germanos tendrían la oportunidad de atacar a la Marina Real británica con cierta superioridad local.
Sin embargo, los británicos no obraron como presuponía Tirpitz y ya desde el nombramiento de Jackie Fisher como Primer Lord del Mar en 1904 la marina británica había comenzado una importante reorganización: concentraron sus mejores unidades en el mar del Norte, botaron el revolucionario y poderoso acorazado Dreadnought en 1906 y dieron inicio a un riguroso plan de entrenamiento de sus tripulaciones. En 1912 el Reino Unido firmó un acuerdo de defensa conjunta con Francia que le permitió centrar su atención en el mar del Norte mientras los franceses hacían lo propio con el mar Mediterráneo. Asimismo, desde 1904 iniciaron una estrategia de bloqueo a distancia de los movimientos de los buques alemanes, lo que redujo la efectividad de las unidades ligeras de la flota alemana en su misión de reducir la desigualdad numérica entre ambos contendientes. Todo esto no hizo sino invalidar la mayoría de planes que los germanos elaboraron antes del estallido de la Primera Guerra Mundial.

## Logística y personal

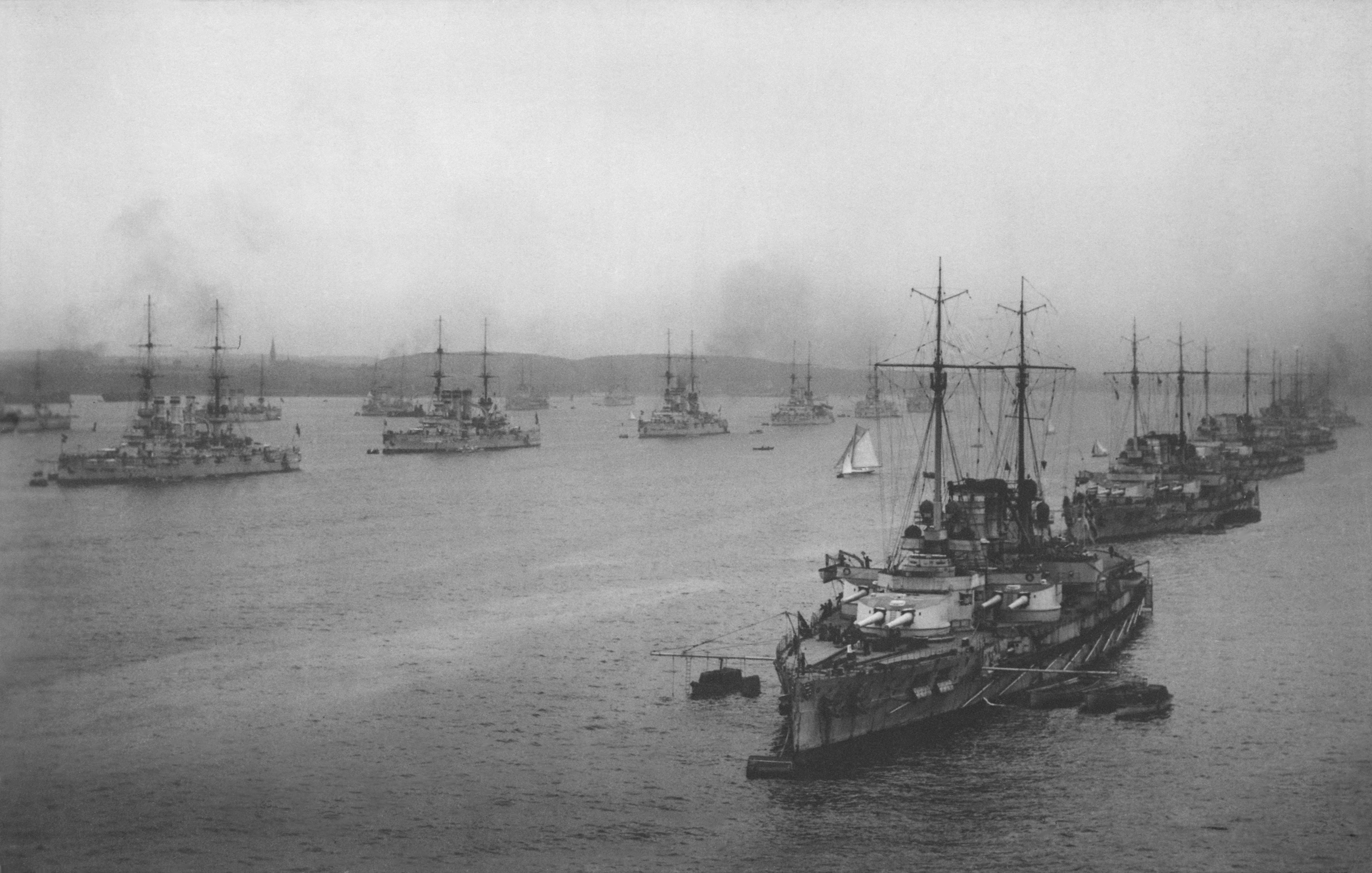
Los Escuadrones I y II de la Flota de Alta Mar en el puerto de Kiel.

La base principal de la Flota de Alta Mar en el mar del Norte fue el puerto de Wilhelmshaven, en el lado oeste de la bahía del río Jade, aunque también el puerto de Cuxhaven, ubicado en la desembocadura del río Elba, fue una base naval importante en el mar del Norte. La isla de Helgoland suponía una posición fortificada de vanguardia en la bahía Alemana, en la costa occidental de la península de Jutlandia. En el mar Báltico el puerto de Kiel era el más importante, además de las bases adelantadas de Pillau y Danzig. El canal de Kiel, que discurre a través del estado de Schleswig-Holstein y conecta el mar Báltico con el del Norte de manera estratégica, permitía a la marina alemana mover rápidamente sus unidades entre ambos mares. En tiempos de paz todos los buques germanos en servicio activo estaban estacionados en Wilhelmshaven, Kiel o Danzig. Alemania solo poseía entonces una importante base en ultramar, el puerto de Kiautschou en China, base del Escuadrón de Asia Oriental.
Los barcos de vapor de la época, que quemaban carbón para hacer funcionar sus calderas, solían anclar en estaciones carboneras en puertos amigos, pero la marina alemana carecía de bases en el extranjero para mantener operaciones duraderas, incluso para un único buque en labores de corsario contra el comercio. Por ello, la marina experimentó en 1907 con un dispositivo para transferir carbón de barcos carboneros a buques de guerra, aunque esta práctica nunca se generalizó. A pesar de ello, los principales buques de guerra alemanes tenían un rango de crucero de al menos 4000 millas náuticas (7400 km), más que suficiente para navegar por el océano Atlántico. 
En 1897, año en que Tirpitz fue nombrado Secretario de Estado de la Oficina de la Marina, la Marina Imperial estaba compuesta por unos 26 000 oficiales, suboficiales y marineros de varias graduaciones, ramas y puestos, pero al estallido de la Primera Guerra Mundial en 1914 su número se había incrementado sustancialmente, hasta los 80 000 hombres. Los buques capitales estaban normalmente comandados por un capitán de navío (Kapitän zur See) o un capitán de corbeta (Korvettenkapitän) y contaban con unos 1000 tripulantes. Los cruceros ligeros que hacían de cobertura para la flota tenían una tripulación de entre 300 y 550 hombres, mientras que los buques torpederos de entre 80 y 100, aunque en algunas unidades su número se aproximaba a los 200.

## Historia

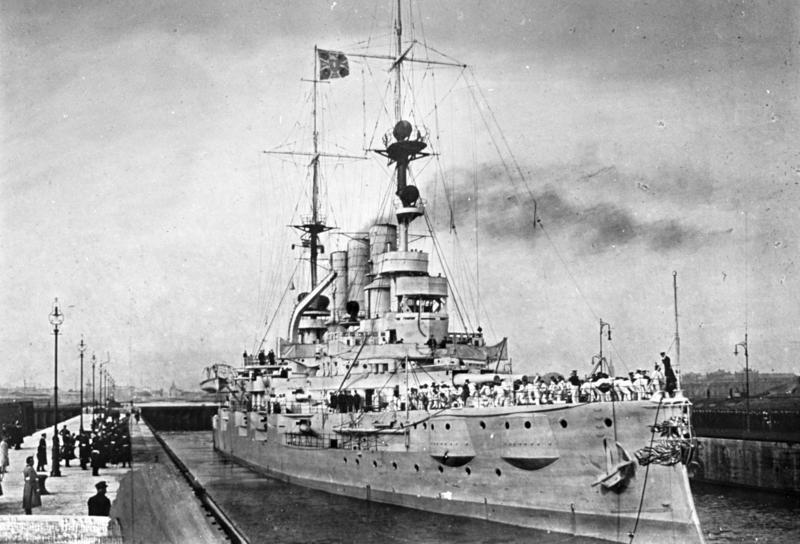
El SMS Deutschland, primer buque insignia de la Flota de Alta Mar.

A principios de 1907 se habían construido suficientes acorazados —de las clases Braunschweig y Deutschland— para crear un segundo escuadrón completo. El 16 de febrero de 1907 el káiser Guillermo II renombró la Flota Doméstica como Flota de Alta Mar y su hermano, el almirante Enrique de Prusia, se convirtió en el primer comandante de la Flota de Alta Mar con el SMS Deutschland como su buque insignia. En tiempos de paz la flota realizó entrenamientos de rutina con barcos en solitario, con escuadrones y con toda la flota durante todo el año que incluyeron varios cruceros de instrucción por el océano Atlántico y el mar Báltico. El príncipe Enrique fue sustituido en 1909 por el vicealmirante Henning von Holtzendorff, que ocupó el cargo hasta 1913, cuando tomó el mando el vicealmirante Friedrich von Ingenohl, que sería el comandante de la flota en los primeros meses de la Primera Guerra Mundial. El SMS Friedrich der Große reemplazó al Deutschland como buque insignia de la flota el 2 de marzo de 1913.
A pesar de las crecientes tensiones internacionales tras el asesinato del archiduque Francisco Fernando de Austria el 28 de junio de 1914, la Flota de Alta Mar inició su crucero de verano a Noruega el 13 de julio. Durante el último crucero en tiempo de paz de la Marina Imperial la flota condujo simulacros frente al cabo Skagen antes de proceder a los fiordos noruegos el 25 de julio. Al día siguiente emprendieron el retorno como resultado del ultimátum de Austria-Hungría al Reino de Serbia. El día 27 toda la flota de reunió en el cabo de Skudenes, en la costa de Noruega, para después retornar a puerto, donde los barcos permanecieron en estado de alerta. Al día siguiente se desató la guerra entre Austria-Hungría y Serbia y, en el lapso de una semana, todas las grandes potencias europeas se habían sumado al conflicto.

### Primera Guerra Mundial
La Flota de Alta Mar llevó a cabo una serie de redadas y avances en el mar del Norte. La primera tuvo lugar entre el 2 y el 3 de noviembre de 1914, aunque no se toparon con fuerzas británicas. El almirante von Ingenohl, comandante de la Flota, adoptó una estrategia en la que los cruceros de batalla del I Grupo de Exploración del almirante Franz von Hipper atacaron las costas británicas para atraer segmentos de la Gran Flota y así poder destruirlos con la Flota de Alta Mar. El ataque a Scarborough, Hartlepool y Whitby entre el 15 y el 16 de diciembre de 1914 fue la primera de dichas operaciones. En la noche del 15 la flota de batalla alemana, de unos doce dreadnought y ocho predreadnought, se acercó a unos 19 km de un escuadrón aislado de seis acorazados ingleses. Sin embargo, las escaramuzas en la oscuridad entre los destructores de cobertura hicieron creer a von Ingenohl que se estaba enfrentando a toda la Gran Flota, por lo que en cumplimiento de las órdenes del káiser sobre evitar riesgos innecesarios para la flota, este abortó el ataque y mandó de vuelta a Alemania a todos los barcos.

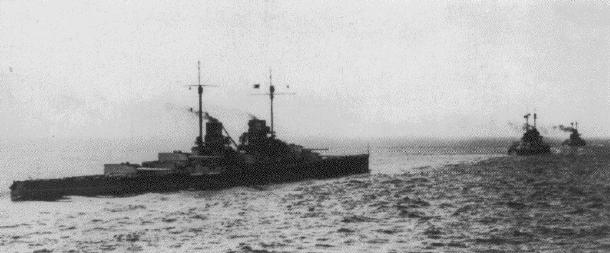
Los cruceros de batalla Derfflinger, Moltke y Seydlitz, pertenecientes al I Grupo de Exploración de Franz von Hipper, en camino al Banco Dogger.

Tras la pérdida del SMS Blücher en la batalla del Banco Dogger en enero de 1915, el káiser destituyó al almirante von Ingenohl de su cargo el 2 de febrero. El almirante Hugo von Pohl lo reemplazó como comandante de la flota. Von Pohl realizó algunos avances con la flota en 1915, el primero a finales de marzo, cuando los buques navegaron al norte de la isla Terschelling y retornaron sin incidentes. Le siguió otra salida el 17 y 18 de abril en la que la flota cubrió una operación de minado del II Grupo de Exploración. Tres días después la flota avanzó al Banco Dogger, aunque tampoco halló efectivos navales enemigos. A finales de mayo los barcos navegaron hasta la isla Schiermonnikoog antes de ser forzada a regresar por el mal tiempo. El 10 de agosto la flota navegó al norte de Helgoland para cubrir la retirada del crucero auxiliar Meteor, y un mes después cubrió otra operación de plantado de minas frente al Banco Swarte. La última operación del año, el 23 y 24 de octubre, fue un infructuoso avance hacia Horns Reef.
El vicealmirante Reinhard Scheer se convirtió en comandante en jefe de la Flota de Alta Mar el 18 de enero de 1916, cuando el almirante Von Pohl hubo de dejar su cargo por enfermedad. Scheer era favorable a una estrategia mucho más agresiva que su predecesor, y abogó por un mayor uso de dirigibles zepelín y U-boot en ataques coordinados a la Gran Flota. El almirante recibió en febrero de 1916 la aprobación del káiser para llevar a cabo sus planes, y ya en marzo y abril ordenó a la flota realizar redadas en el mar del Norte. Los cruceros de batalla volvieron a atacar las costas inglesas a fines de abril en una operación en que la flota proveyó de cobertura lejana. Scheer planeó otra incursión para mediados de mayo, pero el crucero Seydlitz había resultado seriamente dañado por una mina en la operación anterior y sus trabajos de reparación obligaron a retrasar la acción hasta fines de mes.

#### Batalla de Jutlandia

Diagrama de la batalla de Jutlandia en el que se muestran los principales movimientos de las flotas enfrentadas.

La flota del almirante Scheer, compuesta por 16 acorazados dreadnought, seis predreadnought, seis cruceros ligeros y 31 torpederos partió del estuario del río Jade temprano en la mañana del 31 de mayo. Navegaron junto a los cinco cruceros de batalla, cruceros de soporte y torpederos del almirante Franz von Hipper. La habitación 40 de la Marina Real británica había interceptado y descifrado los mensajes de radio alemanes que contaban sus planes, por lo que el Almirantazgo británico tenía preparada su Gran Flota la noche anterior, con un total de 28 dreadnought y 9 cruceros de batalla, para partir con órdenes de interceptar y destruir la fuerza alemana.
A las 16:00 UTC, las dos fuerzas de cruceros de batalla se encontraron con sus contrapartes e iniciaron un intercambio de fuego por el flanco sur, hacia la flota de Scheer. Al llegar a la Flota de Alta Mar, los cruceros de batalla del vicealmirante David Beatty viraron al norte para atraer los barcos germanos hacia la Gran Flota, bajo el mando del almirante John Jellicoe. En la carrera hacia el norte los barcos de la vanguardia de la formación de Scheer atacaron a los acorazados clase Queen Elizabeth del 5º Escuadrón de Batalla inglés. A las 18:30 llegó a escena la Gran Flota y se desplegó en una posición que cruzaría la T de la formación alemana, por lo que para sacar sus fuerzas de esta peligrosa posición el comandante alemán ordenó un giro de 16 puntos al suroeste. Sobre las 18:55 Scheer ordenó un segundo giro de 16 puntos para lanzar un ataque a la flota británica.
Esta maniobra volvió a poner a Scheer en una posición peligrosa, pues Jellicoe había movido su flota al sur y cruzado de nuevo la T de la formación germana, que realizó un tercer giro de 16 puntos y comenzó la retirada cubierta por una carga de los maltratados cruceros de batalla de Hipper. Scheer entonces ordenó a su flota adoptar la formación de crucero nocturno, completada hacia las 23:40. Se produjeron una serie de feroces combates entre los acorazados de Scheer y los destructores de escolta de Jellicoe, aunque los germanos consiguieron abrirse camino y poner proa a Horns Reef. La Flota de Alta Mar alcanzó el Jade entre las 13:00 y las 14:45 del 1 de junio; Scheer mandó que los acorazados indemnes del I Escuadrón de Batalla tomaran posiciones defensivas en la rada del Jade mientras los clase Kaiser se quedaban en estado de alerta frente a Wilhelmshaven. La flota alemana había hundido más barcos británicos de los que había perdido, aunque los principales acorazados de Scheer resultaron muy dañados. Varios buques capitales, incluido el SMS König, que había liderado la formación, y la mayoría de los cruceros de batalla, tuvieron que entrar en dique seco para recibir extensas reparaciones en los siguientes dos meses. El 1 de junio los británicos tenían veinticuatro buques capitales en condiciones de combatir, mientras que los alemanes solo diez.

#### Operaciones posteriores
Para agosto los barcos habían sido reparados y permitieron a Scheer realizar otra operación con la flota los días 18 y 19. Debido a los graves daños sufridos por el SMS Seydlitz y SMS Derfflinger y a la pérdida del SMS Lützow en Jutlandia, los únicos cruceros de batalla disponibles eran el SMS Von der Tann y el SMS Moltke, a los que su unieron el SMS Markgraf, el SMS Großer Kurfürst y el nuevo acorazado SMS Bayern. Scheer puso rumbo norte tras recibir información falsa de un zepelín sobre la presencia de unidades británicas en el área. Como resultado, el bombardeo no se llevó a cabo, y sobre las 14:35 el almirante alemán fue advertido de la cercanía de la Gran Flota e hizo retornar a sus fuerzas a puertos alemanes. El 18 y 19 de octubre se realizó otra infructuosa operación. La flota fue reorganizada el 1 de diciembre: los cuatro acorazados clase König permanecieron en el III Escuadrón junto con el nuevo Bayern, mientras los cinco clase Kaiser fueron transferidos al IV Escuadrón. En marzo de 1917 el nuevo acorazado Baden entró en servicio y el 17 de ese mes Scheer transfirió a este su bandera desde el Friedrich der Grosse.

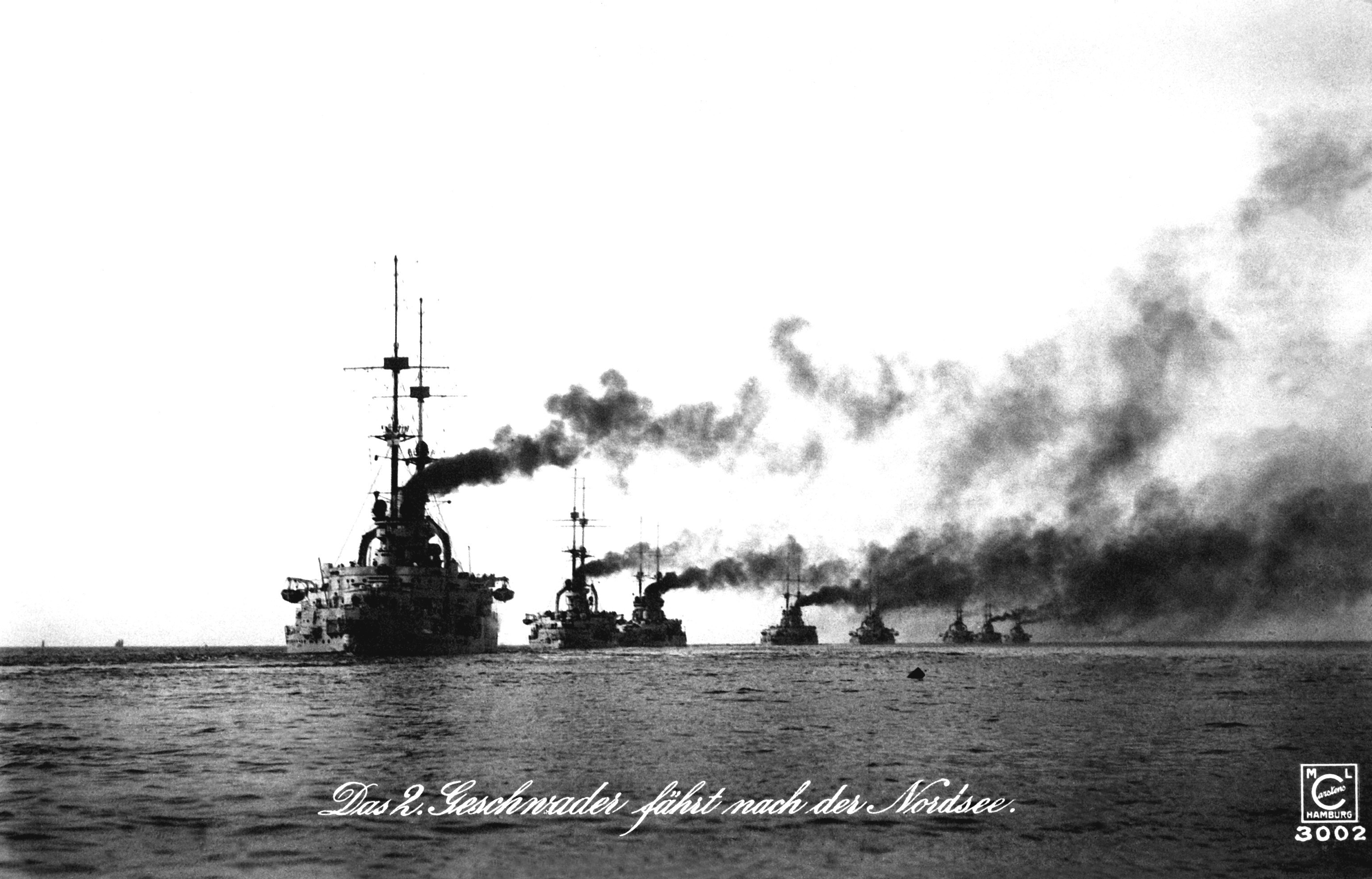
2º Escuadrón de Acorazados de la Flota de Alta Mar antes de la guerra.

La guerra, ya en su cuarto año en 1917, empezaba a cobrarse su peaje en las tripulaciones de los barcos de la Flota de Alta Mar. Comenzaron a producirse actos de resistencia pasiva, como la publicación de consignas contra la guerra en los acorazados SMS Oldenburg y SMS Posen en enero de 1917. Para junio y julio los marineros dieron un paso más hacia formas más activas de resistencia, como negarse a trabajar, huelgas de hambre y ausencia no autorizada de sus barcos. Los actos de rebeldía alcanzaron su punto álgido en agosto con una serie de protestas, discursos contrarios a la guerra y demostraciones que desembocaron en el arresto de docenas de marineros. Scheer ordenó la detención de unos 200 hombres del acorazado Prinzregent Luitpold, centro de las actividades antibelicistas. Se celebraron varias cortes marciales que dieron lugar a 77 sentencias y la condena a muerte de nueve hombres, aunque solo dos, Albin Köbis y Max Reichpietsch, fueron ejecutados.

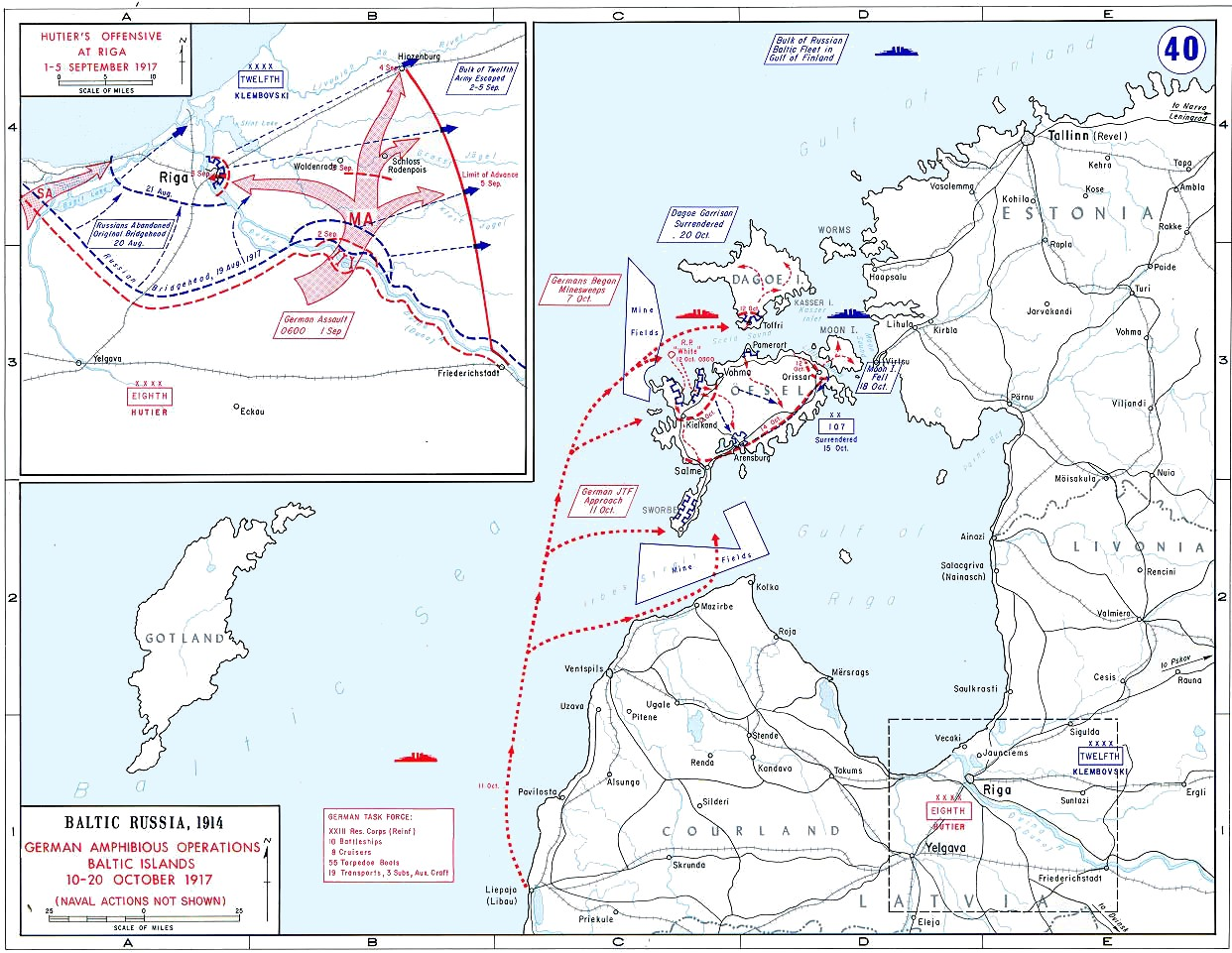
Movimientos de la flota alemana durante la Operación Albión.

A principios de septiembre de 1917, después de la conquista alemana del puerto ruso de Riga, la marina germana decidió eliminar a las fuerzas navales que los rusos todavía tenían en el Golfo de Riga. El Alto Mando de la Marina (Admiralstab) planeó una operación, de nombre en código Operación Albión, para apoderarse de la isla báltica de Ösel, y específicamente de las baterías costeras rusas de la península de Sworbe. El 18 de septiembre se dio la orden para una misión conjunta con el ejército para capturar las islas de Ösel y Moon. El principal componente naval eran el buque insignia Moltke y los III y IV Escuadrones de Batalla de la Flota de Alta Mar. La operación comenzó en la mañana del 12 de octubre, cuando el Moltke y los barcos del III Escuadrón atacaron las posiciones rusas en la Bahía Tagga mientras el IV Escuadrón bombardeaba las baterías costeras en Sworbe y Ösel. Para el 20 de octubre los combates llegaban a su fin y Moon, Ösel y Dagö estaban en manos alemanas, aunque ya el día anterior el Admiralstab había ordenado el cese de las acciones navales y el regreso de los dreadnought de la Flota lo antes posible.
El almirante Reinhard Scheer había empleado fuerzas ligeras para atacar los convoyes británicos de suministros que se dirigían a Noruega desde fines de 1917. Como respuesta, la Real Armada británica destacó un escuadrón de acorazados para proteger los convoyes, lo que presentó a Scheer la oportunidad de atacar y destruir una porción de la Gran Flota. La operación contemplaba el ataque de los cruceros de batalla de Franz von Hipper al convoy y sus escoltas el 23 de abril mientras los acorazados de la Flota de Alta Mar permanecían dando apoyo. El día anterior la flota alemana se reunió en la rada de Schillig, frente a Wilhelmshaven, y partió la mañana siguiente. A pesar de llegar a la ruta del convoy sin ser detectados, la operación fue un fracaso por culpa de la inteligencia. Los informes de los U-boot indicaron a Scheer que los convoyes partían a comienzos y a mediados de cada semana, pero uno con destino al oeste había partido de Bergen, Noruega, el martes 22 y otro al este desde Methil, Escocia, el jueves 24. Eso significó que no había convoy para que Hipper lo atacara. Beatty zarpó con una fuerza de 31 acorazados y cuatro cruceros de batalla, pero demasiado tarde para interceptar a los alemanes en retirada, los cuales llegaron a sus campos de minas defensivos el día 25. Sin embargo, a unos 74 km frente a Helgoland el Moltke fue torpedeado por el submarino E42, aunque pudo llegar a puerto.

### Internamiento en Scapa Flow

Mapa que indica la posición en que fueron hundidos los buques de la Flota de Alta Mar en Scapa Flow. [//upload.wikimedia.org/wikipedia/en/9/92/Internment_at_Scapa_Flow.svg Pincha aquí] para verlo en mayor tamaño.

Para finales de octubre de 1918 fue planeada una última acción de la flota, días antes de que el armisticio fuera efectivo. El grueso de la Flota de Alta Mar debería zarpar desde su base en Wilhelmshaven para atacar a la Gran Flota británica. Scheer, para entonces gran almirante (Großadmiral) de la Flota, tenía la intención de infligir el máximo daño posible a la armada inglesa con la finalidad de conseguir una mejor posición negociadora de Alemania, y ello a pesar de las muchas bajas que se esperaban. Sin embargo, muchos marineros, cansados de la larga guerra, creían que la operación cancelaría el proceso de paz y prolongaría el conflicto. En la mañana del 29 de octubre de 1918 se dio la orden de partir de Wilhelmshaven al día siguiente, pero en la noche de ese día marineros del Thüringen y otros buques se amotinaron. Los disturbios forzaron finalmente a Scheer y Hipper a cancelar la operación. Informado de la situación, el káiser declaró: "Yo ya no tengo una marina de guerra".
Tras la capitulación de Alemania en noviembre de 1918 la mayor parte de la Flota de Alta Mar, bajo mando del contralmirante Ludwig von Reuter, fue internada en el fondeadero británico de Scapa Flow. Antes de la partida de la flota alemana el almirante Adolf von Trotha dejó claro a Reuter que no podía permitir que los Aliados se hicieran con los barcos bajo ninguna condición. La flota se reunió con el crucero ligero británico Cardiff, que la lideró hasta una flota aliada que debía escoltarla a Scapa Flow. La masiva flotilla de escolta la componían unos 370 buques de guerra británicos, estadounidenses y franceses. Una vez internados, los cañones de los barcos germanos fueran deshabilitados y sus tripulaciones reducidas a 200 oficiales y marineros en cada buque capital.

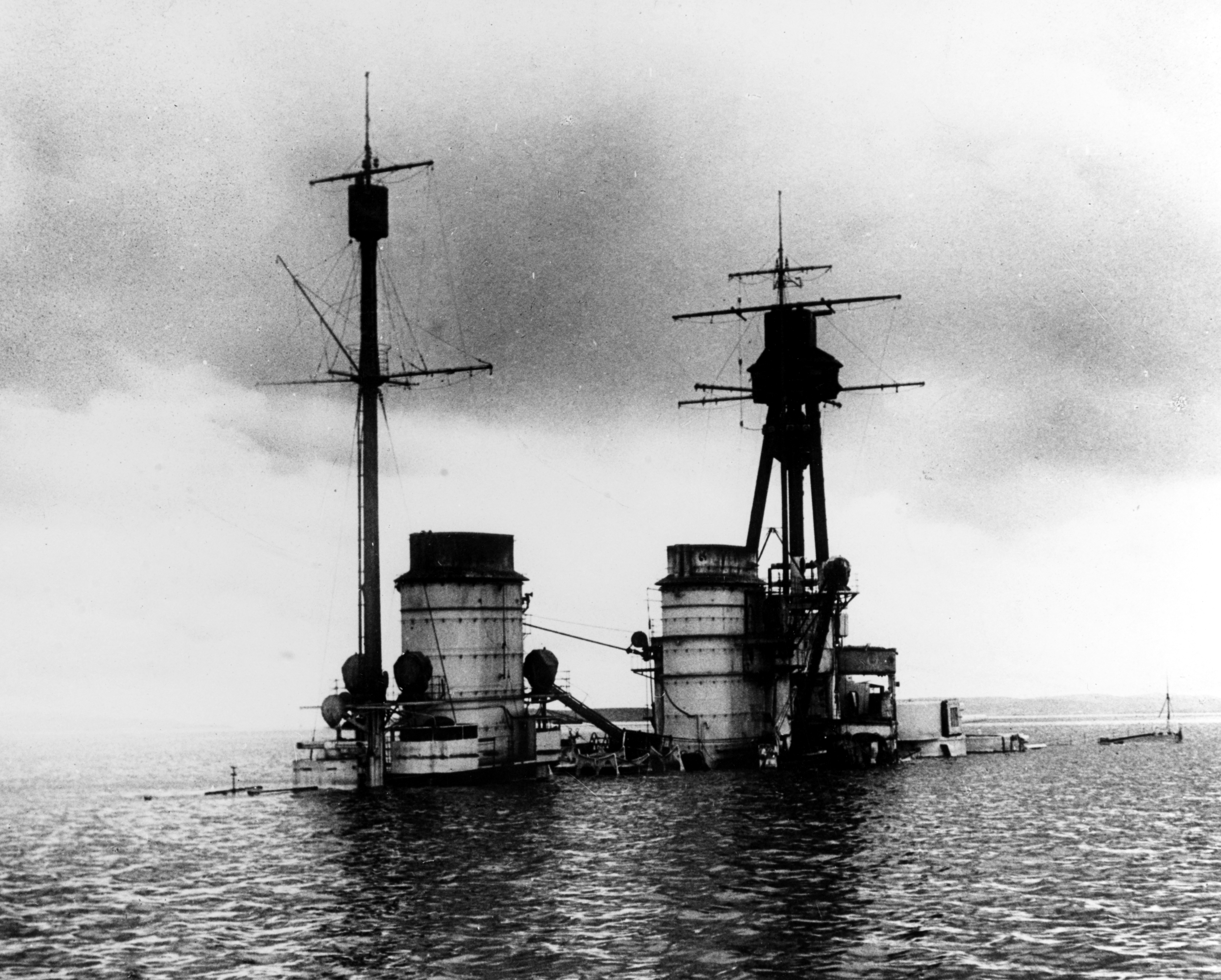
Chimeneas y mástiles del Hindenburg en la superficie del agua tras haber sido echado a pique por su propia tripulación.

La flota permaneció en cautividad durante las negociaciones que desembocaron en el Tratado de Versalles. Von Reuter creyó que los británicos pretendían apoderarse de sus barcos el 21 de junio de 1919, fecha límite para que Alemania firmara el tratado de paz. Ignorando que este plazo se había extendido hasta el 23, Reuter ordenó que los buques fueran echados a pique a la primera oportunidad, que se presentó el 21 de junio. Esa mañana la flota británica dejó Scapa Flow para realizar maniobras de entrenamiento, y a las 11:20 Reuter transmitió la orden a sus naves. De toda la flota internada, solo un acorazado, el Baden, tres cruceros ligeros y dieciocho destructores fueron salvados del hundimiento por el personal británico del puerto. La Marina Real británica, inicialmente opuesta a las operaciones de salvamento, decidió permitir a empresas privadas el intento de reflotar los barcos para su desguace. Una empresa fundada por Ernest Cox llevó a cabo la mayor parte de los rescates, incluidos los de los barcos hundidos a más profundidad. Tras la retirada de Cox por los problemas financieros de principios de los años 30, Metal Industries, Inc. se hizo cargo del reflote de los barcos alemanes. Se recuperaron cinco buques capitales más, aunque tres de ellos —SMS König, SMS Kronprinz y SMS Markgraf— se encontraban a demasiada profundidad para ser alzados y permanecen todavía en el fondo de Scapa Flow junto con cuatro cruceros ligeros.

## Legado
La Flota de Alta Mar, y en particular su impotencia durante la guerra y su triste destino final, influyeron profundamente en las armadas alemanas posteriores, la Reichsmarine y la Kriegsmarine. Los antiguos oficiales de la Marina Imperial continuaron sirviendo en las instituciones que la sucedieron, entre ellos el almirante Erich Raeder, el que fuera jefe de personal de Franz von Hipper y que se convertiría en comandante en jefe de la Reichsmarine. Raeder apostó por el ataque a la marina mercante del enemigo con barcos corsarios, en lugar de construir una gran flota que desafiara a la Real Armada Británica, algo que consideraba un esfuerzo inútil. Su versión inicial del Plan Z, el programa de construcción naval de la Kriegsmarine en la segunda mitad de la década de 1930, pretendía crear una poderosa flota de cruceros clase P, cruceros ligeros de amplio radio de acción y fuerzas de reconocimiento. Sin embargo, el plan fue revocado por el canciller Adolf Hitler, quien se decantó por una poderosa flota de acorazados.